# Parentalia
Dans la Rome antique, les Parentalia ( Latin pronunciation: [parɛnˈtaːlɪ.a] ) ou dies parentales ( [ˈdɪ.eːs parɛnˈtaːleːs], « jours ancestraux ») était un festival de neuf jours organisé en l'honneur des ancêtres de la famille, à partir du 13 février,.

## Calendrier de la fête des morts: un renouvellement annuel de l'inhumation
L'importance de la famille pour l'État romain s'exprimait par des cérémonies publiques le jour de l'ouverture des Parentalia par les Ides de février, lorsqu'une vestale dirigeait un rite pour le collectif di parentes de Rome sur la tombe de Tarpeia. Les Parentalia se terminaient le 21 février par les rites de minuit de Feralia, lorsque le paterfamilias chassaient les esprits malveillants et destructeurs de ses mânes.
Les individus pouvaient également être commémorés le jour de leur anniversaire. Certains étaient commémorés tout au long de l'année à des jours marqués du mois, tels que les Kalends, Nones ou Ides, lorsque des lampes pourraient être allumées sur la tombe. La Lémurie des 9, 11 et 13 mai visait à apaiser les esprits « sans parents et affamés » des morts.
De Parentalia à Caristia, tous les temples étaient fermés, les mariages étaient interdits et "les magistrats apparaissaient sans leurs insignes", une indication qu'aucune affaire officielle n'était menée. William Warde Fowler décrit la Parentalia comme "pratiquement un renouvellement annuel du rite d'inhumation".

## Rite: une liturgie domestique mais ritualisée
Bien que la Parentalia soit une fête du calendrier religieux romain, ses observances étaient principalement domestiques et familiales. Ovide décrit des offrandes sacrées ( sacrificia ) de guirlandes de fleurs, de blé, de sel, de pain imbibé de vin et de violettes aux "ombres des morts" ( Manes ou Di manes ) sur les tombes familiales, situées à l'extérieur de la frontière sacrée de Rome ( pomerium ) . Ces observances visaient à renforcer les obligations mutuelles et les liens de protection entre les vivants et les morts, et étaient un devoir légitime du paterfamilias (chef de famille).

## Spiritualité: un rite d'apaisement et un exorcisme
Les Feralia qui concluent le festival des Parentalia confirme par leur caractère cathartique que ce long festival était un rite d'apaisement et un exorcisme . Pour Ovide cependant, le défoulement des Feralia est une célébration plus rustique, primitive et ancienne que la Parentalia elle-même. Les Feralia semble avoir fonctionné comme un rituel de purification pour Caristia le lendemain, lorsque la famille organisait un banquet informel pour célébrer l'amitié entre eux et leurs morts ancestraux ( Lares ). L'accent mis sur le culte collectif mânes offertes aux défunts implique que leur vie après la mort est vague et dépourvue d'individuation. Dans le culte ultérieur, ils étaient investis de qualités personnelles, et dans le culte impérial, ils leur  était reconnus des numen divins les faisant devenir des divi, des entités divines.
Ces rites, qui étaient encore célébrés par Macrobe qui fut un passeur de témoin pour Saint Augustin, se sont effrités avec l'effondrement de l'Empire Romain. Si leur date est plus proche aujourd'hui dans le calendrier liturgique à Mardi Gras ou Mercredi des Cendres, leur sens perdure sous une certaine forme avec le neuvaine des morts qui trouve son origine en Italie, mais qui est aujourd'hui célébrée universellement par l'Église catholique.